# فدریکو بوئیدو
فدریکو بوئیدو (ایتالیایی: Federico Boido؛ ‏ ۸ ژانویهٔ ۱۹۳۸ – ۷ اکتبر ۲۰۱۴) بازیگر اهل ایتالیا بود.
از فیلم‌هایی که وی در آن نقش داشته‌است، می‌توان به آن روز نفرین‌شدهٔ تسویه‌حساب، ارواح مردگان، کانتربری شماره ۲ – داستان‌های عاشقانه جدید سده چهاردهم، بازی کثیف، آس برنده، ساتیریکون فلینی و هیجان اشاره کرد.